# Fundació Iluro
La Fundació Iluro es una fundación surgida en 2013 como heredera de la Caixa d'Estalvis Laietana, una caja de ahorros fundada el 8 de febrero de 1863. Tenía sus raíces en Mataró, capital del Maresme, en la provincia de Barcelona. Tomó su nombre de los layetanos, un pueblo íbero.
Como entidad de ahorros, Caixa Laietana fue la tercera caja creada en Cataluña, y empezó a significarse en diversas iniciativas sociales relacionadas con la construcción de grupos escolares y viviendas sociales que requería el municipio de Mataró. En el año 2008, Caixa Laietana contaba con 276 oficinas.
En diciembre de 2012, la entidad fue dada de baja como caja de ahorros, a causa de la pérdida del negocio bancario que realizaba a través del grupo Banco Financiero y de Ahorros (BFA)-Bankia y que fue nacionalizado por el gobierno español.
El 23 de abril de 2013, se produjo la transformación de la Obra Social de Caixa Laietana en Fundació Iluro en cumplimiento de la ley 9/2012 de 14 de noviembre, de reestructuración y resolución de entidades de crédito.

## Historia
El 8 de julio de 1859 se inició el proyecto para promover una caja de ahorros con fines sociales orientada a ofrecer servicios de financiación y de inversión para los trabajadores, el comercio y el sector industrial.
El objetivo de la fundación de Caixa Laietana fue "fomentar entre las clases laboriosas los hábitos de la economía" y comenzó a funcionar cuatro años más tarde de la idea inicial, en el año 1863.
La entidad comenzó a ofrecer sus servicios en Mataró, por aquellos años inaugurales. Desde entonces, comenzó a participar en iniciativas urbanísticas y en la construcción de viviendas sociales y grupos escolares.
Los servicios financieros desde sus inicios y hasta la actualidad se coordinan con la labor social, asistencial y cultural en beneficio de las sociedades de cada uno de los tiempos históricos y en respuesta a las necesidades particulares de los individuos e instituciones.
Hacia 1935 se inauguró la primera sucursal en Argentona y desde entonces, Caixa Laietana ha desarrollado una activa participación en toda la región, impulsando la apertura de sucursales en Barcelona, Tarragona, Girona y Madrid.

### Banco Financiero y de Ahorros (BFA)
Caixa Laietana se integró en el Sistema Institucional de Protección (SIP) Banco Financiero y de Ahorros, liderado por Caja Madrid, junto con Bancaja, La Caja de Canarias, Caja de Ávila, Caja Segovia y Caja Rioja.
Esta operación conocida como fusión fría estuvo controlada por Caja Madrid. Poseía 340.000 millones de euros en activos y recibió ayudas del FROB cercanas a los 4500 millones. El Banco Financiero y de Ahorros transfirió a su vez su negocio a la entidad filial Bankia, creando así el tercer grupo financiero mayor de España.
Se constituyó el 3 de diciembre de 2010 y comenzó a operar el 1 de enero de 2011.
Debido a la intervención del Banco Financiero y de Ahorros por parte del Estado, las siete cajas fundadoras perdieron su participación en él.

### Transformación en fundación
El 23 de abril de 2013, se produjo la transformación de la Obra Social de Caixa Laietana en Fundació Iluro, una fundación privada especial, en cumplimiento de la ley 9/2012 de 14 de noviembre, de reestructuración y resolución de entidades de crédito. El acuerdo fue tomado por la comisión gestora nombrada por la Generalidad de Cataluña para cumplir con la normativa para la obra social de las cajas que se desvincularon de la actividad financiera. La nueva fundación, que toma su nombre de la ciudad romana de Iluro, que dio origen a la actual Mataró (sede histórica de Caixa Laietana), administra los fondos de la obra social de la anterior entidad, manteniendo el foco en la atención social y la cultura.